# Robin Nishi
Robin Nishi (西ロビン), né le 15 décembre 1966 à Osaka, est un mangaka japonais. 
Dans les années 1990, il fonde le collectif Tokyo Busters avec Katsuki Tanaka et Kenji Wakabayashi, et est prépublié dans le magazine Young Comic.

## Manga publiés
- Mind Game[2]
- Soul Flower Train
- Robin Nishi no go ! go ! hatsu taiken otoko no doahô report
- Chûgaku banchô nippon ichi kettei-sen
- Poe-yan